# Abane Ramdane

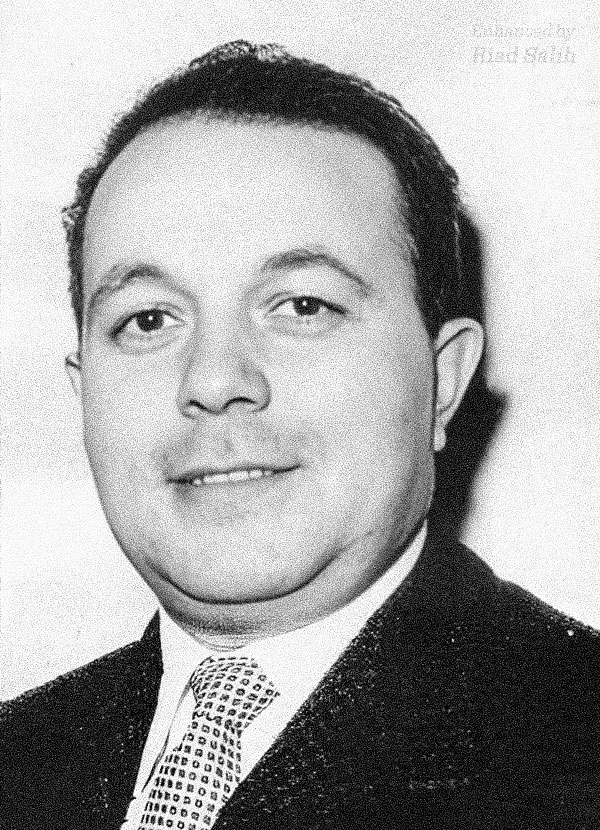
Abane Ramdane

Abane Ramdane (kabylisch: ⵄⴱⴱⴰⵏ ⵕⵎⴹⴰⵏ Ɛebban Ṛemḍan; * 1920 in Azouza der Kabylei, Ostalgerien; † 27. Dezember 1957 in Marokko) war ein Aktivist des algerischen Nationalismus und Mitglied der Front de Libération Nationale (FLN).

## Leben
Abane Ramdane war Berber und wurde in der Kabylei geboren. Das Gebiet des heutigen Algerien zählte damals zur Kolonie Französisch-Nordafrika. Er war der zweite Sohn eines Kaufmanns, der einen internationalen Handel mit Berberteppichen betrieb, jedoch laut dem Historiker Benjamin Stora nicht reich war. Abane Ramdane besuchte das Collège colonial in Blida und erlangte 1941 das Baccalauréat. Dort befreundete er sich mit Saad Dahlab, Mohammed Yazid und Benyoucef Ben Khedda. Bis Ende 1943 wurde er zum Militärdienst eingezogen. Aus der Armee wurde er vorzeitig entlassen, als die Alliierten an der algerischen Küste landeten, weil ihn die Offiziere für zu eigenwillig hielten. Kurzzeitig arbeitete er als Angestellter der Gemeinde Châteaudun-du-Rhumel nördlich von Constantine. Im Mai 1945 wurde er Mitglied der Parti du peuple algérien (PPA). Im Mai 1945 wurden Demonstrationen, die die Unabhängigkeit Algeriens forderten, blutig beendet. Unter dem Eindruck seiner Tätigkeit im Verwaltungsapparat verschrieb er sich ab 1948 ganz der politischen Arbeit.
Im Dezember 1949 trat er in das Zentralkomitee des Mouvement pour le triomphe des libertés démocratiques (MTLD) ein. Im April 1950 verhaftete ihn die französische Polizei. Er wurde im Februar 1951 wegen Betätigung für nationalistische Organisationen zu einer fünfjährigen Gefängnisstrafe verurteilt. Die ihm vorgeworfenen Delikte waren politischer Art, da er sich an keinen gewalttätigen Aktivitäten beteiligt hatte, doch war ein Anklagepunkt eine angebliche organisatorische Nähe zum bewaffneten Arm der MTLD. Die Zeugenaussagen gaben davon aber kein eindeutiges Bild. In Gefangenschaft ging er mehrmals in den Hungerstreik, was ihm öffentliche Sichtbarkeit gab. Dabei wurde er zwischen Gefängnissen in Frankreich und Algerien hin und her transferiert.
Am 1. November 1954 begann der Algerienkrieg. Ramdane wurde Mitte Januar 1955 etwas früher als vorgesehen aus dem Gefängnis entlassen und ging in seinen Geburtsort zurück, wo ihn der Polizeipräfekt von Tizi Ouzou unter Hausarrest stellte. Er schloss sich 1955 der FLN an, die ihm eine Leitungsfunktion anbot. Durch seinen Gefängnisaufenthalt war er nicht durch die inzwischen erfolgte Spaltung der MTLD kompromittiert und galt in den Augen von Krim Belkassem deshalb trotz seines Zentralismus als die optimale Besetzung für die Führung des FLM. Ab Mitte Februar ging er daher in den Untergrund, dabei hielt er sich hauptsächlich in Algier auf. Übernahm er zuerst regionale Funktionen, so war er bald für die Politik der Partei im ganzen Land zuständig. Am 1. April 1955 ließ er Flugblätter verteilen, die ein konsistentes nationales Programm ankündigten und als Erfolg gewertet wurden. Im August 1956 war er Hauptinitiator des Kongresses von Soummam, mit der er sich allerdings Ahmed Ben Bella zum Feind machte.
Er wurde als politischer Anführer mehr und mehr von den drei Militärführern Krim Belkassem, Ben Tobbal und Abdelhafid Boussouf marginalisiert, weil er sich gegen deren Monopolisierung der Macht in ihren Händen wandte. Er wurde Ende 1957 in Marokko auf Befehl Boussoufs erdrosselt. Medien der FLN verbreiteten die Falschmeldung, Ramdane sei nach Algerien zurückgekehrt und bei einem Gefecht gefallen.